# استیون پرلمن
استیون پرلمن (انگلیسی: Stephen Pearlman؛ ‏ ۲۶ فوریهٔ ۱۹۳۵ – ۳۰ سپتامبر ۱۹۹۸) هنرپیشه اهل ایالات متحده آمریکا بود.
از فیلم‌ها یا مجموعه‌های تلویزیونی که وی در آن نقش داشته‌است می‌توان به جان‌سخت ۳، قطار هوایی، مرد یخین می‌آید، سرپیکو، زانادو، کارت سبز، ساینفلد، اتاق حیوانات، نجواگر اسب، آدری رز، تفنگ جدید من، باشگاه گورستان و پی اشاره کرد.